# Мейер Лонг, Хорхе Альберто
Хорхе Альберто Мейер Лонг (исп. Jorge Alberto Meyer Long; 1 июня 1949, Нуэва-Эльвесия, Уругвай) — уругвайский дипломат.
Правнук швейцарца. Имеет докторскую степень в области международных отношений Республиканского университета Уругвая.
С 13 апреля 2007 по 2012 год занимал пост чрезвычайного и полномочного посла Уругвая в России, с 27 ноября 2007 года по совместительству посол в Армении. Имея резиденцию в Москве, был послом Уругвая в Казахстане и на Украине.
C 1 сентября 2014 по 14 июня 2019 года — посол Уругвая в Швейцарии.
Работал директором Института Артигаса, дипломатической школы Уругвая.